# Musée national de Sandervalia
Le musée national de Sandervalia est le musée national de la Guinée, situé dans la commune de Kaloum à Conakry la capitale du pays.
Il comprend deux salles d'exposition : la salle d'exposition permanente et la salle d'exposition temporaire. L'exposition permanente présente trois parties : le cultuel ; les arts et les activités économiques.

## Emplacement
Le musée national de Guinée est situé dans le Quartier Sandervalia dans la commune de Kaloum non loin du Boulevard Telly Diallo. La case construite en 1896 par Aimé Olivier de Sanderval se trouve à droite de l'entrée principale.

## L'histoire
Le MNG prend ses racines en 1936 quand les autorités coloniales émettent l’idée de création des musées des centres locaux du musée fédéral de l’IFAN (Institut français d’Afrique noire) de Dakar.
De taille plus modeste, les musées des centres IFAN devaient présenter un tableau aussi complet du territoire dans lequel ils sont implantés. En 1947, Georges Balandier, chercheur et homme de sciences, alors directeur du Centre IFAN de Conakry, a entrepris la collecte des objets ethnographiques, qui seront présentés au public pour la première fois en 1950.
En 1958, après l’indépendance de la Guinée (2 octobre), le Centre IFAN, composé du musée, de la bibliothèque, d’un laboratoire de biologie marine, d’un jardin botanique expérimental et des archives, est transformé en INRDG (Institut National de Recherche et de Documentation de Guinée).
En 1969, l’INRDG a été érigé en secrétariat d’État à la Recherche scientifique. Le Musée évolua au sein de cette structure jusqu’en 1986, date à laquelle il devient une section de la Direction Nationale de la Culture, qui au gré de changement des structures ministérielles, change de tutelle :
- ministère de l’information, de la culture et du tourisme en 1986 ;
- ministère de la jeunesse, de la culture, des arts et des sports en 1992 ;
- ministère de l’enseignement supérieur, de la recherche scientifique et de la culture en 1995.

En 1993 le MNG est érigé en direction générale rattachée au ministère chargé de la Culture par un décret du président de la République.

## Collections
Les premières acquisitions du MNG remontent à 1947 sous la période coloniale, quand le directeur du centre local de Conakry de l’Institut français d’Afrique noire (IFAN) d’alors, Georges Balandier a mené la première campagne de collecte d’objets ethnographiques.
Cette collection sera enrichie par des nouvelles acquisitions après l’indépendance de la Guinée en 1958. En 1962 une campagne de démystification est conduite dans le pays. Elle permet d’acquérir de nouveaux objets, mais qui manquent d’une documentation fiable, car collectés sans le respect des procédures en matière d’acquisitions des collections définies par le conseil international des musées (ICOM).
En 1965, 1968 et 1973 une équipe guinéo-polonaise a mené des campagnes de fouilles archéologiques à Niani, ancienne capitale de l’empire du Mali au XIIIe siècle. Ces trois campagnes de fouilles ont permis pour la première fois de diversifier les collections qui étaient composées jusque-là uniquement des objets ethnographiques. Les artéfacts collectés ont été inventoriés et conditionnés dans la réserve en 2013 par l’équipe du MNG.
L’enrichissement des collections a continué avec la campagne de collecte réalisée en 1971 par l’université de Conakry dans le Bagataye (Basse-Guinée). Mais avant, en 1970 des objets d’art ont été saisis sur les agents de la « cinquième colonne »[Quoi ?] et ajoutés aux collections du musée.
Afin de rendre les collections plus représentatives de toutes les communautés du pays, une campagne de collecte d’objets a été lancée en Haute-Guinée par le musée national de Sandervalia en 2004. Plus de 200 objets ethnographiques ont été acquis à cette occasion. Ils ont été inventoriés en 2011. 
Un projet de collecte d’objets islamiques a été entrepris en 2011 grâce à un financement de l’Organisation islamique pour l'éducation, les sciences et la culture (ISESCO). Celui-ci a marqué une autre étape dans la diversification des collections.
Un lot de sept mille artéfacts issus des fouilles archéologiques réalisées à Rio Pongo par une doctorante de l’université de Caroline du Nord en partenariat avec la direction du patrimoine historique et le MNG en 2013, 2016 et 2017, est rentré dans les collections. A cela s’ajoutent des artéfacts découverts à Sangarédi en 2014.
Le MNG dispose également de collections photographiques : 1111 photos sur des thématiques différentes sur la période coloniale : paysage, culte, portrait, habitat, etc. 
Aujourd’hui, le nombre des objets inventoriés au MNG est de 2016 objets ethnographiques, 1100 photos et 9027 objets archéologiques, soit un total de 12 154 objets.

## Galerie

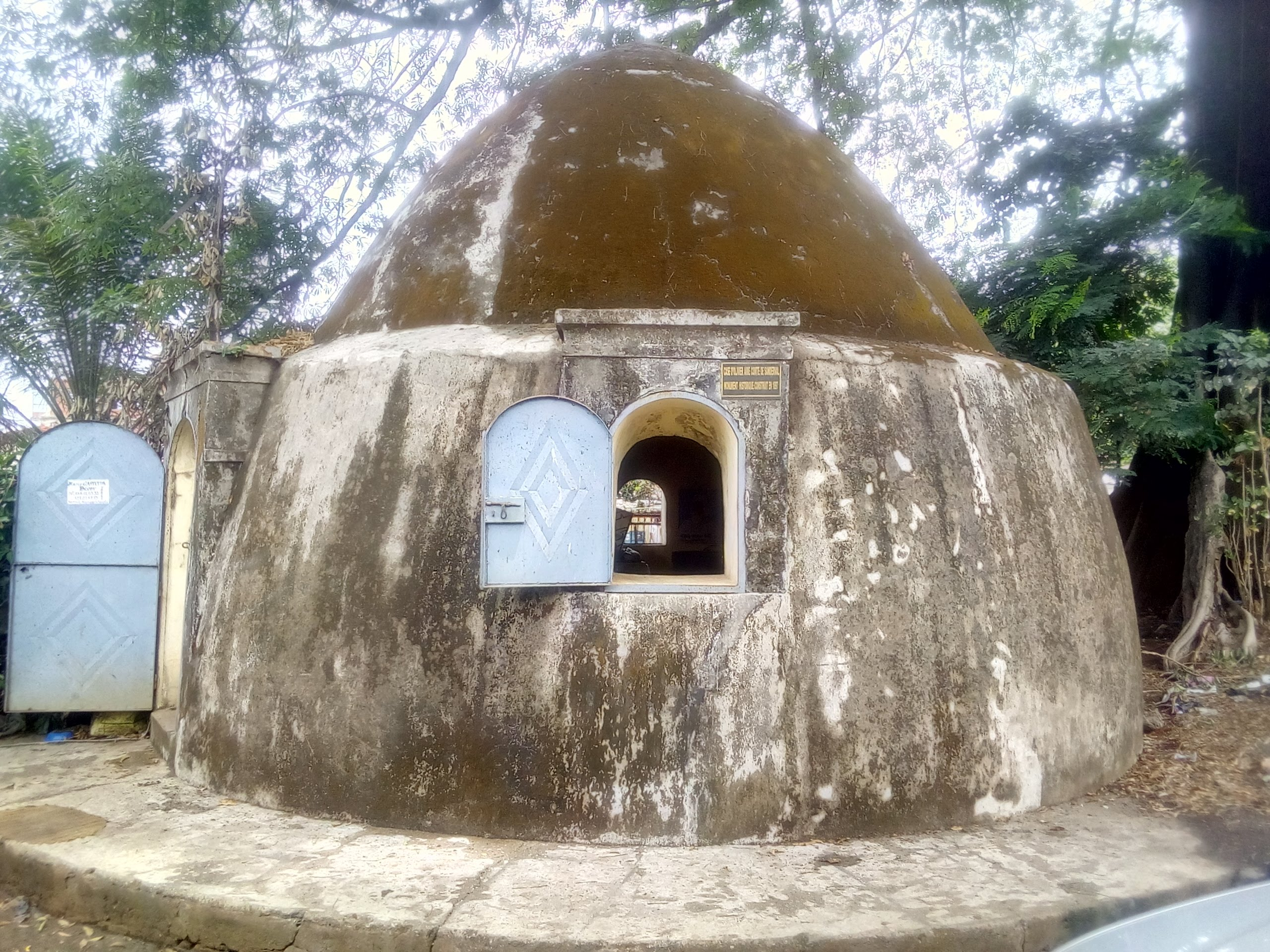
Case d'Olivier au musée national de Sandervalia.
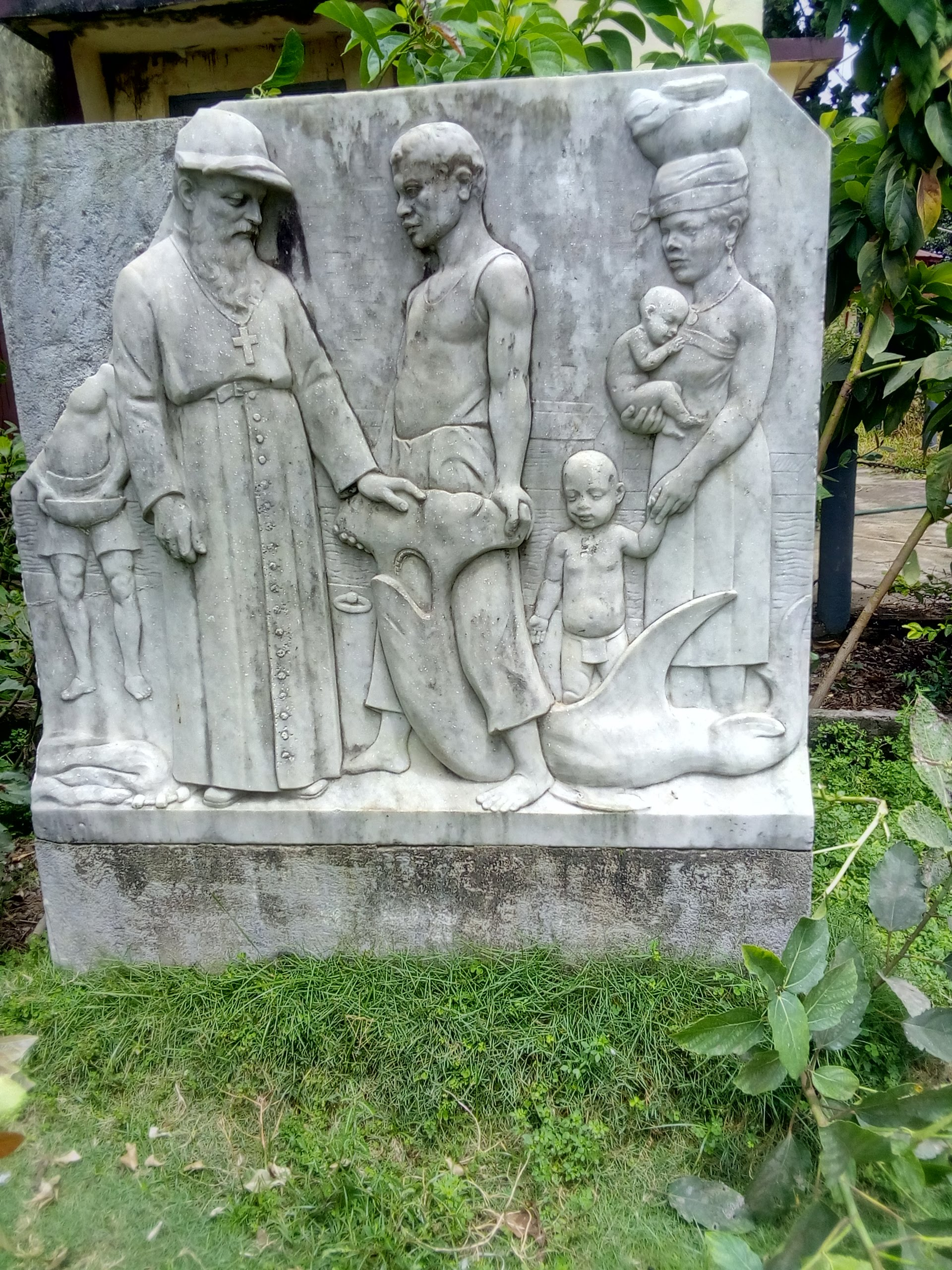
Bas-relief au musée national de Sandervalia.
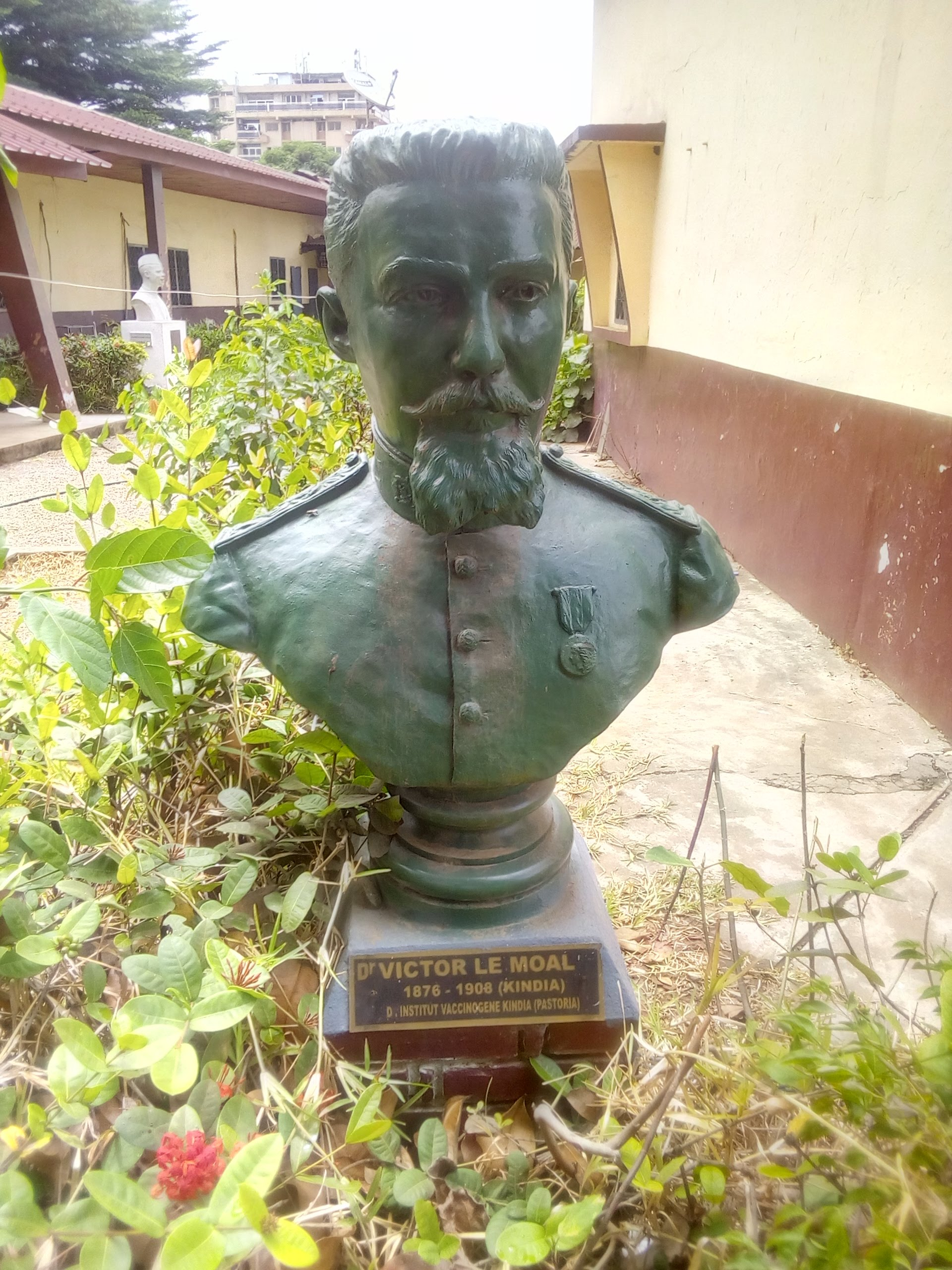
Buste du Dr Moel au musée national de Sandervalia.